# Sułtakaj
Sułtakaj (ros. Султакай) – wieś (sieło) w Rosji, w obwodzie orenburskim, w rejonie aleksandrowskim. W 2021 liczyła 300 mieszkańców.